# Kjelfossen
Kjelfossen est une chute d'eau de Norvège.

## Caractéristiques
Kjelfossen est constituée de plusieurs sauts, dont le plus grand mesure 149 m. Au total, la chute d'eau mesure 755 m de haut.

## Localisation
Kjelfossen est située sur la commune d'Aurland dans le comté de Sogn og Fjordane, en Norvège.
Elle est alimentée par le Kjelfossgrovi.